# Morelábor
Morelábor település Spanyolországban, Granada tartományban. Morelábor Gobernador, Pedro Martínez, Huélago, Darro és Píñar községekkel határos. Lakosainak száma 587 fő (2024).

## Népesség
A település népessége az elmúlt években az alábbi módon változott:
| Lakosok száma | 911  | 852  | 812  | 774  | 765  | 685  | 660  | 607  | 589  | 587  |
|               | 2001 | 2004 | 2006 | 2009 | 2011 | 2014 | 2016 | 2019 | 2021 | 2024 |